# Лапаївка (повіт Кам'янка-Струмилова)
Лапаївка — колишнє село у теперішньому Львівському районі Львівської області, що розташовувалося поблизу Кам'янки-Бузької. Згодом увійшло до складу села Прибужани.
Станом на 1 січня 1939 року у селі мешкало 350 осіб, з них: 100 українців, 20 поляків, 210 латинників, 10 євреїв та 10 німців.

## Відомі люди
- о. Микола Лиско — священик УГКЦ, монах ЧСВВ, релігійний і громадський діяч, педагог, вихователь, магістр василіянських новіціятів у Крехові і Прудентополіс.
- Володимир Рудий (псевдо: «Аркас», «Модест», «Винар») — український військовик, майор УПА, шеф Військового штабу ВО-2 «Буг» УПА-Захід, лицар Бронзового хреста бойової заслуги УПА.